# Indohya humphreysi
Espèce
Synonymes
- Hyella humphreysi Harvey, 1993

Indohya humphreysi est une espèce de pseudoscorpions de la famille des Hyidae.

## Distribution
Cette espèce est endémique du Gascoyne en Australie-Occidentale. Elle se rencontre dans des grottes de la chaîne du Cap.

## Description
La femelle holotype mesure 2,70 mm.
Les mâles mesurent de 2,08 à 2,43 mm.

## Systématique et taxinomie
Cette espèce a été décrite sous le protonyme Hyella humphreysi par Harvey en 1993. Elle est placée dans le genre Indohya par Harvey et Volschenk en 2007.

## Étymologie
Cette espèce est nommée en l'honneur de William Frank Humphreys.

## Publication originale
- Harvey, 1993 : The systematics of the Hyidae (Pseudoscorpionida: Neobisioidea). Invertebrate Taxonomy, vol. 7, no 1, p. 1-32.